# Leuchtenberg

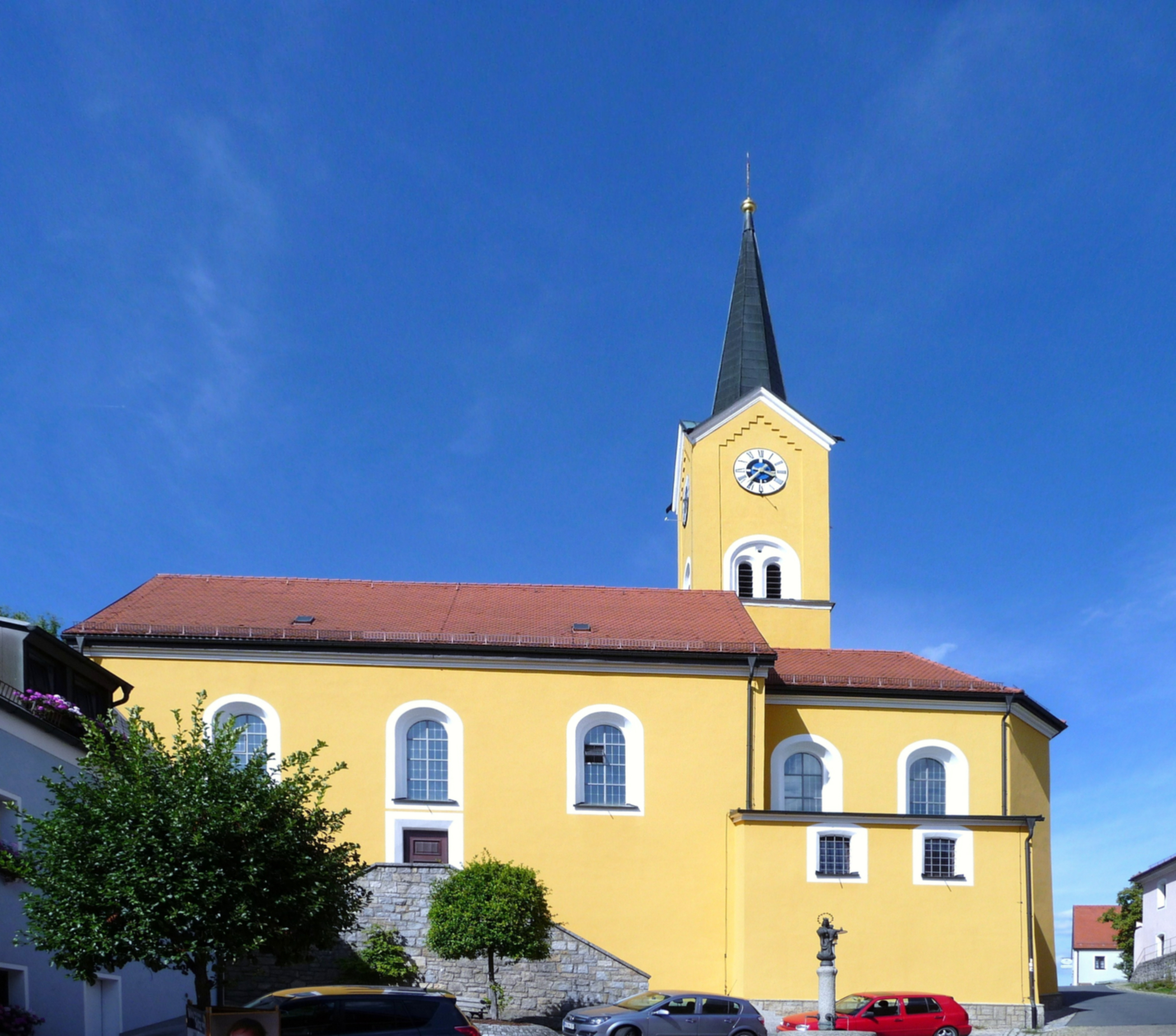
Parroquia de Santa Margarita.

Leuchtenberg es un municipio en el distrito de Neustadt en Baviera, Alemania. Básicamente se trata de una población en las cercanías de la ciudad independiente de Weiden in der Oberpfalz, y es una región histórica de la Antigua Alemania gobernada por el Landgrave de Leuchtenberg.
El nombre de esta localidad adquirió notoriedad al crearse para Eugène de Beauharnais (Virrey de Italia, Príncipe de Venecia, heredero del Gran Ducado de Fráncfort, I Príncipe de Eichstätt), hijo adoptivo de Napoleón Bonaparte, el Ducado de Leuchtenberg el 14 de noviembre de 1817 por su suegro Maximiliano I de Baviera.

## Landgraves de Leuchtenberg
- Gerardo I (? -1123)
- Federico I (? -1146)
- Gerardo II (1146-1170)
- Marquardo (1146-1167)
- Gerardo III (1170-1244)
- Diepoldo I (1178-1209)
- Diepoldo II (1217-1244)
- Federico II (1243-1284)
- Gerardo IV (1243-1279)
- Gerardo VI (1280-1293)
- Ulrico I (1293-1334)
- Ulrico II (1334-1378)
- Alberto I (1378-1398)
- Juan IV (1398-1428)
- Ulrico III (1398-1415)
- Leopoldo (1411-1443)
- Federico IV (1443-1487)
- Luis (1459-1486)
- Juan V (1487-1531)
- Juan VI (1531-1572)
- Jorge III (1531-1555)
- Cristóbal (1531-1554)
- Luis Enrique (1555-1567)
- Jorge Luis (1567-1613)
- Guillermo (1613-1618)
- Rodolfo Felipe (1618-1633)
- Maximiliano Adán (1633-1646)

Dinastía Wittelsbach
- Alberto II (1646-1666)
- Maximiliano Felipe (1666-1705)

Dinastía Lamberg
- Leopoldo Matías (1708-1711)
- Francisco José (1711-1712)
- Francisco Antonio (1712-1714)

Dinastía Wittelsbach
- Fernando María (1714-1738)
- Clemente Francisco (1738-1770)

A Baviera (1770-1814)
Dinastía Beauharnais
- Eugenio I (1814-1824)
- Augusto (1824-1835)
- Maximiliano (1835-1852)
- Nicolás (1852-1890)
- Eugenio II (1890-1901)
- Jorge (1901-1912)
- Alejandro (1912-1918)